# Guillermo Carnero
Guillermo Carnero Arbat (Valencia, 7 de mayo de 1947) es un poeta español perteneciente a la corriente de los novísimos, una de las más reconocidas y relevantes en la poesía española contemporánea. Es, además, profesor e historiador de las literaturas dieciochesca y decimonónica (con particular énfasis en el Romanticismo), y ha investigado también el arte y la literatura de las vanguardias.

## Biografía
Guillermo Carnero Arbat nació en Valencia el 7 de mayo de 1947. Comenzó sus estudios en el Liceo Francés de Valencia. En septiembre de 1964 se trasladó a Barcelona donde cursó las licenciaturas de Ciencias Económicas y Filosofía y Letras. Ha relatado la consolidación de su vocación poética en Barcelona en el coloquio, organizado el 8 de noviembre de 2016 por la Fundación José Manuel Lara en la Real Academia de Buenas Letras de Sevilla, en el que participó junto a Pablo García Baena y Jacobo Cortines.
En 1970 apareció la célebre antología Nueve novísimos poetas españoles, de José María Castellet, en la que fue incluido Guillermo Carnero. Poco después, en 1975, presentó su memoria de licenciatura en Filología Española en la Universidad de Barcelona, dirigida por José Manuel Blecua, y que fue publicada en 1976 con el título de El grupo Cántico de Córdoba: un episodio clave de la historia de la poesía española de posguerra. En ese libro, que ha tenido en 2009 una nueva edición, revisada y ampliada, Carnero reconoce el magisterio del grupo Cántico de Córdoba, y especialmente de Pablo García Baena, en la formación de la estética “novísima”. La influencia del grupo Cántico en los novísimos queda asimismo documentada en la novela El joven sin alma (2017) de Vicente Molina Foix, otro de los incluidos por José María Castellet en Nueve novísimos.
El primer libro de poemas de Guillermo Carnero, Dibujo de la muerte fue publicado en Málaga por la Librería El Guadalhorce, en febrero de 1967, cuando el poeta tenía aún 19 años, no 20 como se ha dicho. Pero antes de la aparición de ese primer libro, Guillermo Carnero participó en Barcelona en la resistencia universitaria contra la dictadura, en el encierro en el convento de capuchinos de Sarriá que se conoce como “la Caputxinada”. La reunión finalizó con el allanamiento del convento por las fuerzas de Orden Público el día 11 de marzo de 1966, y quienes allí se encontraban fueron objeto de una ficha policial. Por ello y por la participación en posteriores incidentes universitarios, a Carnero le fue incoado un expediente académico, cuyas noticias aparecieron reiteradamente en la prensa de Madrid.
Tras haber concluido sus dos licenciaturas, Carnero consiguió en 1976 un puesto de profesor interino en la Universidad de Valencia, donde se doctoró  con una tesis sobre Los orígenes del Romanticismo reaccionario español: el matrimonio Böhl de Faber, publicada en 1978 y merecedora del Premio Extraordinario de Doctorado. Desde entonces hasta su prejubilación en 2012 transcurrió su carrera de profesor e investigador universitario, destacando como especialista en el siglo XVIII, época a la que ha  dedicado buena parte de sus publicaciones. Sus investigaciones han cubierto asimismo el Romanticismo decimonónico, la historia y la poética de la Vanguardia de comienzos del siglo XX, la literatura contemporánea y la medieval. Ha coordinado los volúmenes 6, 7 y 8 (1700-1868, publicados entre 1995 y 1997) de la Historia de la Literatura Española fundada por Ramón Menéndez Pidal.
Ha publicado ediciones de recuperación de numerosas obras de autores dieciochescos, entre ellas, los 4 vols. de Obras raras y desconocidas de Ignacio de Luzán (1990-2010), aportación de copiosa erudición acerca del teórico más importante del Neoclasicismo español. También ha preparado ediciones de Azorín, Juan Gil-Albert y Luis Rosales. En 2005 publicó Cienfuegos - Investigación original de la oposición a cátedra de Lengua y Literatura Españolas, y otros inéditos 1925-1939, de Jorge Guillén, volumen que añade 200 páginas a la obra en prosa de Guillén, y documenta la persecución de que fue objeto por obra de las autoridades de la sublevación militar de 1936 desde el comienzo de la guerra civil hasta su exilio a Estados Unidos a mediados de 1938. 
Carnero ha sido asimismo un poeta de notable conciencia teórica: de 2007 data su recopilación de Poéticas y entrevistas. Invitado en 2011 por la Universidad de Venecia y la Mancomunidad de Museos venecianos, en el marco del programa “Incroci di Civiltà”, publicó en 2014 el volumen Una máscara veneciana. En él justifica el calificativo de “poeta veneciano” que la crítica le ha aplicado, y rastrea y detalla la inspiración que ha sido para él el arte veneciano, a lo largo de los años y los libros. 
Tras su etapa de profesor interino en la Universidad de Valencia, ganó por oposición plaza de profesor adjunto, y luego de catedrático, en la de Alicante (1979 y 1986), donde ha prestado servicio desde 1980 hasta 2012. Ha sido profesor en destacadas Universidades extranjeras, como la italiana de Macerata (curso 1987-1988), y las estadounidenses de Berkeley (1986-1987), Virginia (1989-1990) y Harvard (1994-1995), y miembro del Consejo Asesor de la Fundación Juan March y de la Sociedad Estatal de Conmemoraciones Culturales. Ha dirigido numerosos cursos en la Universidad Menéndez Pelayo, y pronunciado conferencias en las principales Universidades españolas, europeas y americanas. Ha practicado la crítica literaria en Ínsula, El Mundo, Cuadernos Hispanoamericanos, Revista de Libros y otros periódicos y revistas. Ha publicado once libros de poesía y cinco plaquettes desde 1967, y recopilaciones de su obra poética en 1979, 1983, 1998, 2010 y 2020.
Desde 2011 es miembro del Instituto de Estudios Medievales y Renacentistas de la Universidad de Salamanca y del Proyecto Bodoni, que integran la Universidad de Salamanca, el Patrimonio Nacional y la Biblioteca Palatina de Parma; desde 2014 profesor honorario de la Universidad de Valencia, y desde 2020 miembro de la Junta Directiva de la Asociación de Amigos del Museo de Bellas Artes de San Pío V de Valencia.

## Premios
- 1979, Premio Extraordinario de Doctorado.
- 2000, Premio Nacional de la Crítica [*].
- 2000, Premio Nacional de Literatura - Poesía [*].
- 2000, Premio de la Crítica Valenciana [*].
- 2002, Premio Fastenrath de la Real Academia Española  [*].
- 2003, Premio de la Crítica Valenciana por Espejo de gran niebla.
- 2005, Premio Internacional de Poesía Loewe por Fuente de Médicis.
- 2006, Premio de las Letras Valencianas [**].
- 2013, Premio de Investigación Filológica de la Fundación Luis Guarner [**].

[*]  Premiado por la obra Verano Inglés.
[**] Premiado por el conjunto de su obra.

## Poética
Carnero ha afirmado que la ruptura con el realismo social y el neorromanticismo significaba para él, a mediados de la década de los 60 del siglo XX, la negación de la poesía – mensaje, aquella que produce textos de lectura previsible e insignificante por su escasa desviación de la lengua estándar y sus referentes cotidianos y contemporáneos.
Su alternativa fue utilizar procedimientos indirectos de expresión del yo lírico, al considerar la Historia de la Cultura un ámbito simbolizador por analogía en términos vitales y emocionales, que permite dar cuenta de la experiencia cotidiana a través de la cultural; una superación del lenguaje lexicalizado del neorromanticismo, al trasponer el discurso del yo al de un “él” o un “ello” con el que se identifica. Lo declara su artículo, titulado “Vida o cultura”, publicado en el año 2000 en el suplemento cultural del periódico El Mundo, y lo explican numerosos textos incluidos en Poéticas y entrevistas (2007).
La poética de Guillermo Carnero ha sido definida por dos conceptos básicos: culturalismo y metapoesía. El culturalismo consiste en que el poeta designa a un personaje histórico, literario o representado en una obra de arte, cuando quiere significar que se encuentra en situación existencial similar a la suya; o bien una obra artística o literaria cuando esa obra, tal como él la entiende, significa lo que quiere significar de sí mismo. La ventaja de esa sustitución reside en que la novedad y la sorpresa que aporta un poema fundado en la analogía entre la vida real y el imaginario cultural son potencialmente infinitas, tanto como lo es este último.
Metapoesía es aquella poesía que se tiene a sí misma por objeto, preguntándose en qué medida podemos dar cuenta de nosotros mismos al escribirnos, y hasta dónde puede el lenguaje reflejar y transmitir el pensamiento emocional; o dicho de otro modo, cuál es la relación entre el lenguaje del poema, la realidad de la que procede y el lector que lo recibe. Para Carnero, la metapoesía es una cuestión existencial básica, en quien no tenga el pensamiento disociado de las emociones.
El paso de más de cincuenta años ha revelado la coherencia de su trayectoria, en la que hay dos épocas: la primera (hasta 1975) y la segunda (desde 1999 a 2009). Entre ellas, un libro de transición (Divisibilidad indefinida, 1990). Tras la segunda, dos libros, Regiones devastadas (2017) y Carta florentina (2018). La diferencia sustancial entre ambas épocas es que en la segunda culturalismo y metapoesía conviven con un intimismo pasional en que amor y sexo afloran sin máscara. Al mismo tiempo, el desengaño que aparece en la segunda es más profundo y absoluto, y la evocación de la realidad alternativa, añorada y soñada, tiene en la primera época un poder consolatorio que falta posteriormente.               

## Obra

### Poesía. Libros
- Dibujo de la muerte, Málaga, El Guadalhorce; 1967; 2.ª ed., Barcelona, Ocnos, 1971.
- El sueño de Escipión, Madrid, Visor, 1971.
- Variaciones y figuras sobre un tema de La Bruyère, Madrid, Visor, 1974.
- El azar objetivo, Madrid, Mauricio D’Ors – Trece de Nieve, 1975.
- Divisibilidad indefinida, Sevilla, Renacimiento, 1990
- Verano inglés, Barcelona, Tusquets, 1999, 2.ª ed. 2000.
- Espejo de gran niebla, Barcelona, Tusquets, 2002.
- Fuente de Médicis, Madrid, Visor, 2006; Traducción íntegra al italiano por Pietro Taravacci: “Fontana de’ Medici, revista Ticontre. n.º 6 (2016), 205-236.
- Cuatro noches romanas, Barcelona, Tusquets, 2009.
- Regiones devastadas, Sevilla, Fundación José Manuel Lara, 2017.
- Carta florentina, Sevilla, Fundación José Manuel Lara, 2018.
- Perfil perdido, Madrid, Visor, 2023.

### Poesía. Plaquettes
- Libro de horas. Málaga, Librería Anticuaria El Guadalhorce, 1967.
- Modo y canciones del amor ficticio, Málaga, Librería Anticuaria El Guadalhorce, 1969.
- Barcelona, mon amour, Málaga, Librería Anticuaria El Guadalhorce, 1970.
- Poemas arqueológicos, León, Cuadernos del Noroeste, 2003.
- Pensil de nobles doncellas, Málaga, Centro Cultural Generación del 27, 2005.

### Poesía. Recopilaciones y Obras Completas
- Ensayo de una teoría de la visión. (Poesía 1966‑1977), estudio preliminar de Carlos Bousoño, Madrid, Hiperión, 1979; 2.ª ed., ibíd. id., 1983.
- Dibujo de la muerte. (Obra poética 1966-1990), ed. Ignacio Javier López, Madrid, Cátedra, 1998; 2.ª ed. revisada, 2010.
- Jardín concluso (Obra poética 1999-2009), ed. Elide Pittarello, Madrid, Cátedra, 2020.

### Poética
- Poéticas y entrevistas, Málaga, Centro Cultural Generación del 27, 2007.
- El poeta subterráneo, o mis tres criptomanifiestos, Salamanca, SEMYR, 2010.
- “Un poema frío: Piero della Francesca”, Ínsula 774 (junio de 2011), 43-44.
- “Por signos de letrado: Imaginario cultural y autoanotación”, en Bénedicte Vauthier &  Jimena Gamba Corradine (eds.), Crítica genética y edición de manuscritos  hispánicos contemporáneos. Aportaciones a una «poética de transición entre  estados», Salamanca, Universidad, 2012, 23-31.
- Una máscara veneciana, Valencia, Institución Alfonso el Magnánimo, 2014.
- “Naturaleza y paisaje en mi obra poética (1967-2009)”, en Germà Colón Domènech &  Rosa Agost Canòs & Santiago Fortuño Llorens (eds.), Poesia actual: Vivències i art, Castellón de la Plana, Universidad Jaume I, 2017, 91-105.
- Respuesta a Ángela Moro, “El papel de las antologías a debate”, Ínsula 863 (noviembre de 2018), 36.
- “La France et sa culture dans mon œuvre poétique”, en Guillermo Carnero et la France, un dialogue des cultures. Anthologie bilingüe présentée par Guillermo Carnero et Catherine Guillaume. Traductions de l’espagnol par Catherine Guillaume, postface de Daniel-Henri Pageaux, Orléans, Paradigme, 2020, 21-32.

### Estudios y Ensayos
- El grupo “Cántico” de Córdoba. Un episodio clave de la historia de la poesía española  de posguerra, Madrid, Editora Nacional, 1976;  2.ª ed. ampliada y actualizada, Madrid, Visor, 2009.
- Los orígenes del Romanticismo reaccionario español. El matrimonio Böhl de Faber, Valencia, Universidad de Valencia, 1978.
- La cara oscura del Siglo de las Luces, Madrid, Cátedra & Fundación Juan March, 1983.
- Las armas abisinias. Ensayos sobre literatura y arte del siglo XX, Barcelona, Anthropos, 1989.
- Estudios sobre teatro español del siglo XVIII, Zaragoza, Universidad, 1997.
- La pasión fría de Luis Rosales, Madrid, Ayuntamiento, 2005.
- Salvador Dalí y otros estudios sobre arte y vanguardia, Valencia, Institución Alfonso el Magnánimo, 2007.
- Estudios sobre narrativa y otros temas dieciochescos, Salamanca, Universidad &  Zaragoza, Universidad, 2009.
- Como en sí mismo al fin (sobre Jaime Gil de Biedma), [Burgos], Instituto Castellano y Leonés de la Lengua, 2008.
- La caza de amor o el amor sin caza, en el huerto o la huerta de Melibea, Salamanca,  SEMYR, 2017.
- Palabras en su vuelo (De Jorge Guillén a Pablo García Baena), edición de Juan José Lanz, Valladolid, Universidad, 2020.

### Edición de textos, con estudio preliminar y notas
- Espronceda, José de. Poesía y prosa. Prosa literaria y política, poesía lírica; El  estudiante de Salamanca, El diablo mundo,  Madrid, Espasa Calpe, 1999 – apéndice didáctico  de Ángel Luis Prieto de Paula.
- García Baena, Pablo. Un navío cargado de palomas y especias (antología), Sevilla, Agencia Andaluza de Instituciones Culturales & Consejería de Cultura & Centro Andaluz de las Letras, 2018.
- García Malo, Ignacio, Voz de la naturaleza, Londres, Támesis, / Fundación Juan March, 1995.                                                                                                                                                                                                                                                                              —— Doña María Pacheco, mujer de Padilla. Tragedia, Madrid, Cátedra, 1996
- Gil-Albert, Juan, Antología poética, Valencia, Consejo Valencia de Cultura, 1993.                                                                                                                                                                                                                                                                                                     —— Las ilusiones, con los poemas de El convaleciente, Barcelona, Grijalbo-Mondadori, 1998
- Guillén, Jorge, Cienfuegos. Investigación original de la oposición a cátedra de Lengua  y Literatura Españolas (1925) y otros inéditos (1925-1939), Valladolid,   Fundación Jorge Guillén / Universidad de Valladolid / 2005.
- Jovellanos, Gaspar Melchor de, Memoria sobre espectáculos. Informe sobre la Ley  Agraria, Madrid, Cátedra, 1997.
- Luzán, Ignacio de, Obras raras y desconocidas, vol. I. Traducción de los epigramas latinos de Christoph Weigel. Carta latina de Ignacio Philalethes. Plan de una  Academia de Ciencias y Artes. Informe sobre Casas de Moneda. Informe sobre las cartas de Van Hoey, Zaragoza, Institución Fernando el Católico, 1990.                                                                                                                                                                                                                                                                                                                                                    —— Obras raras y desconocidas, vol. II. Discurso apologético de don Íñigo de Lanuza, Zaragoza, Institución Fernando el Católico, 2003.                                                                                                                                                                                                          —— Obras raras y desconocidas, vol. III. Luzán y las Academias. Obra historiográfica, lingüística y varia,  Zaragoza, Universidad, 2007.                                                                                                                                                                                                          —— Obras raras y desconocidas, vol. IV. Memorias literarias de París. Epístola  dedicatoria de La razón contra la moda, Zaragoza, Universidad, 2010
- Martínez Colomer, Vicente, El Valdemaro (1792), Alicante, Instituto Juan Gil-Albert, 1985.
- Montengón, Pedro, El Rodrigo, Eudoxia, hija de Belisario,  Selección de odas, Alicante, Instituto Juan Gil-Albert, 1990, 2 vols.                                                                                                                                                                                                                            —— El Rodrigo, Madrid, Cátedra, 2002.
- Rosales, Luis, Abril; Segundo Abril, Madrid, Ayuntamiento de Madrid, 2005.
- Zavala y Zamora, Gaspar, Obras narrativas: La Eumenia. Oderay , Barcelona, Sirmio  / Universidad de Alicante, 1992.
- Romanticismo y nacionalismo en España: El debate inicial (1805-1820). Antonio Alcalá Galiano – Juan Nicolás Böhl de Faber – Juan Bautista Cavaleri Pazos – José Joaquín de Mora – Francisca Ruiz de Larrea – José Vargas Ponce – Cristóbal Zulueta.   Edición, estudio preliminar y notas de Guillermo Carnero. Madrid, Sociedad de Estudios del siglo XVIII, 2022, 614 páginas.

### Traducciones con estudio preliminar
- William Beckford, Vathek (1786), Barcelona, Seix-Barral, 1969. 2.ª ed., prólogo Jorge Luis Borges, Madrid, Siruela, 1984.
- Vladimir Holan, Una noche con Hamlet y otros poemas, en colaboración con Josef Forbelsky, Barcelona, Seix-Barral, 1970.
- Théophile Gautier, Espírita, Barcelona, EDHASA, 1971.
- Valery Larbaud. Cinco poemas”, Trece de Nieve, 1.ª época, n.º 3 (primavera de 1972), 12-18.